# Hastelloy
Hastelloy ist der Markenname einer Nickelbasislegierung der Firma Haynes International, Inc.
Die damit bezeichnete Gruppe von Werkstoffen ist gegen viele aggressive Chemikalien beständig.

## Varietäten

### Hastelloy B
| Typ           | Werkstoffnummer | EN Kurzname |
| ------------- | --------------- | ----------- |
| Hastelloy B   | 2.4617          | NiMo28      |
| Hastelloy B-2 | 2.4617          | NiMo28      |
| Hastelloy B-3 | 2.4600          | NiMo29Cr    |

Die Hastelloy-B-Legierungen zählen zur Gruppe der hochkorrosionsbeständigen Nickel-Molybdän-Legierungen. Hastelloy B enthält 26 bis 30 % Molybdän.
Diese Werkstoffe zeichnen sich durch sehr gute Beständigkeit aus, z. B. in Salzsäure im gesamten Konzentrations- und Temperaturbereich.
| Eigenschaft                       | Temperatur in °C | Temperatur in °C | Temperatur in °C | Temperatur in °C | Temperatur in °C | Temperatur in °C | Temperatur in °C |
| Eigenschaft                       | 0                | 100              | 200              | 300              | 400              | 500              | 600              |
| --------------------------------- | ---------------- | ---------------- | ---------------- | ---------------- | ---------------- | ---------------- | ---------------- |
| Dichte in kg/m3                   | 9217             | —                | —                | —                | —                | —                | —                |
| Elektrischer Widerstand in µΩ·m   | 1,37             | 1,38             | 1,38             | 1,39             | 1,39             | 1,41             | 1,46             |
| Wärmeleitfähigkeit in W/(m·K)     | 11,1             | 12,2             | 13,4             | 14,6             | 16,0             | 17,3             | 18,7             |
| Spez. Wärmekapazität in kJ/(kg·K) | 0,373            | 0,389            | 0,406            | 0,423            | 0,431            | 0,444            | 0,456            |

### Hastelloy C
Hastelloy C wurde ursprünglich als Werkstoff für Antriebsdüsen von Düsentriebwerken entwickelt. Die sehr gute Temperaturbeständigkeit führte aber auch zur Verwendung in anderen Bereichen der Technik. Diese Nickel-Chrom-Molybdän-Legierungen zeichnen sich durch hervorragende Beständigkeit in oxidierenden und reduzierenden Medien, auch bei erhöhten Temperaturen aus. Die Legierung CX2M [Hastelloy C-22] bietet gute Beständigkeit gegen nasse Medien, z. B. Schwefelsäure, Phosphorsäure, Salpetersäure, Chlorgas, Säuregemische aus Schwefelsäure und oxidierenden Säuren mit Chloridionen. Besonderes Merkmal dieser Legierung ist ihre hohe Beständigkeit gegen Spalt-, Loch- und Spannungsrisskorrosion bei erhöhten Temperaturen unter oxidierenden und reduzierenden Bedingungen.

### Hastelloy C-276
Hastelloy C-276 ist eine Nickel-Molybdän-Chrom-Legierung mit sehr guter Korrosionsbeständigkeit.

### Hastelloy G
Hastelloy G ist eine besonders gegen Phosphorsäure korrosionsbeständige Legierung (G-30) und ist deshalb gut einsetzbar bei Dünger-Herstellungsanlagen.

### Hastelloy X
Hastelloy X ist eine Legierung aus Nickel, Molybdän, Chrom, Eisen und weiteren Elementen. Es kommt primär in der Herstellung von Schmelzöfen zur Anwendung, da es extrem hitzebeständig ist. Es ist gut schweißbar.

## Verwendung
Häufige Verwendung findet Hastelloy zum Beispiel in Reaktoren, Rohrleitungen und Ventilen der chemischen und pharmazeutischen Industrie oder in Druckbehältern in Kernkraftwerken. Alternativen im Chemieanlagenbau bieten neben anderen Nickelbasislegierungen auch Stahl- oder GFK-Bauteile, die mit einer chemisch beständigen Auskleidung z. B. aus Perfluoralkoxylalkan (PFA), versehen sind.